# Monkton, Kent
Monkton är en ort och civil parish i grevskapet Kent i sydöstra England. Orten ligger i distriktet Thanet, cirka 10 kilometer väster om Ramsgate och cirka 15 kilometer nordost om Canterbury. Tätorten (built-up area) hade 752 invånare vid folkräkningen år 2021.